# Treball de la fusta

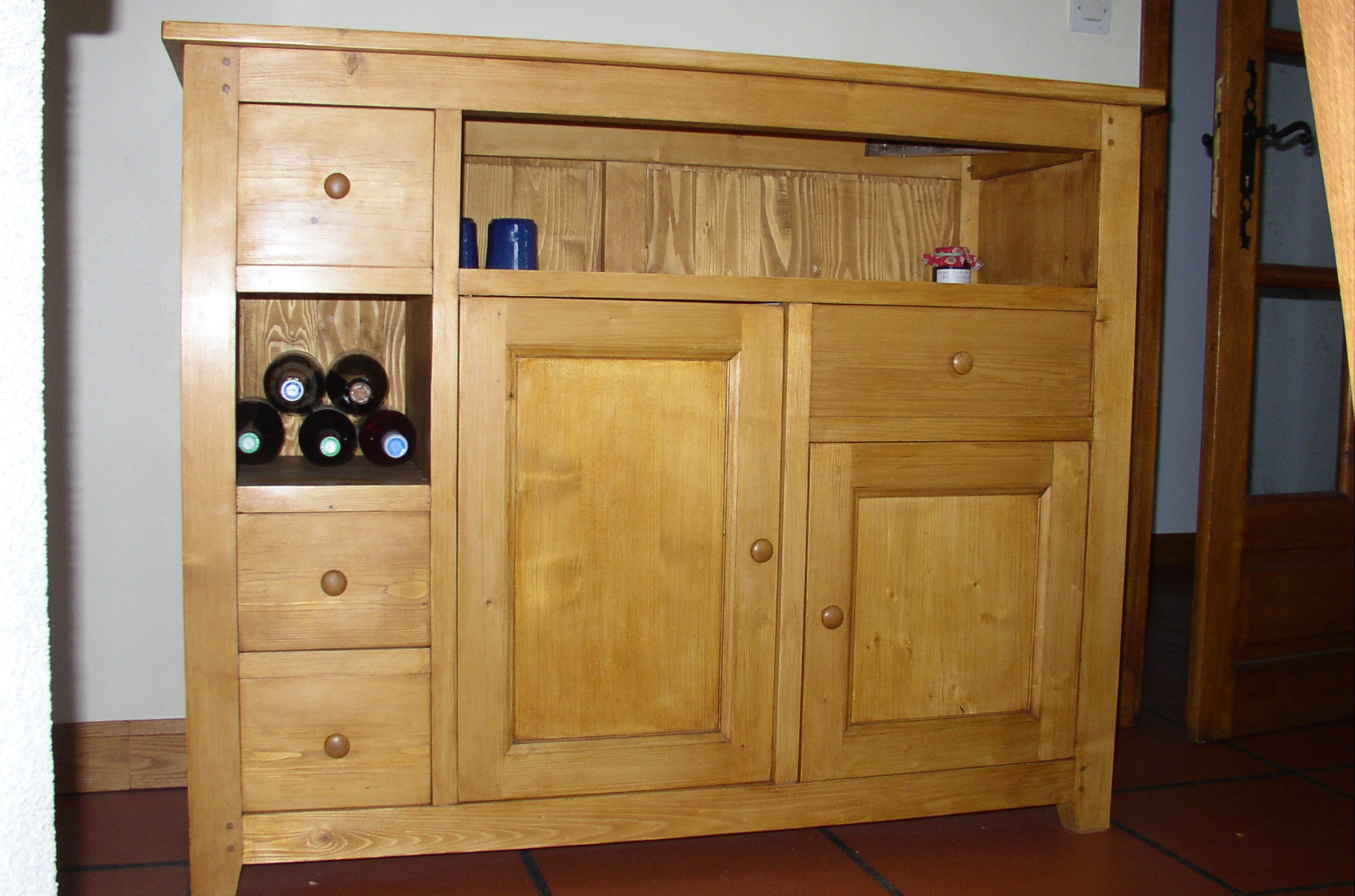
Moble de cuina de fusta clara.

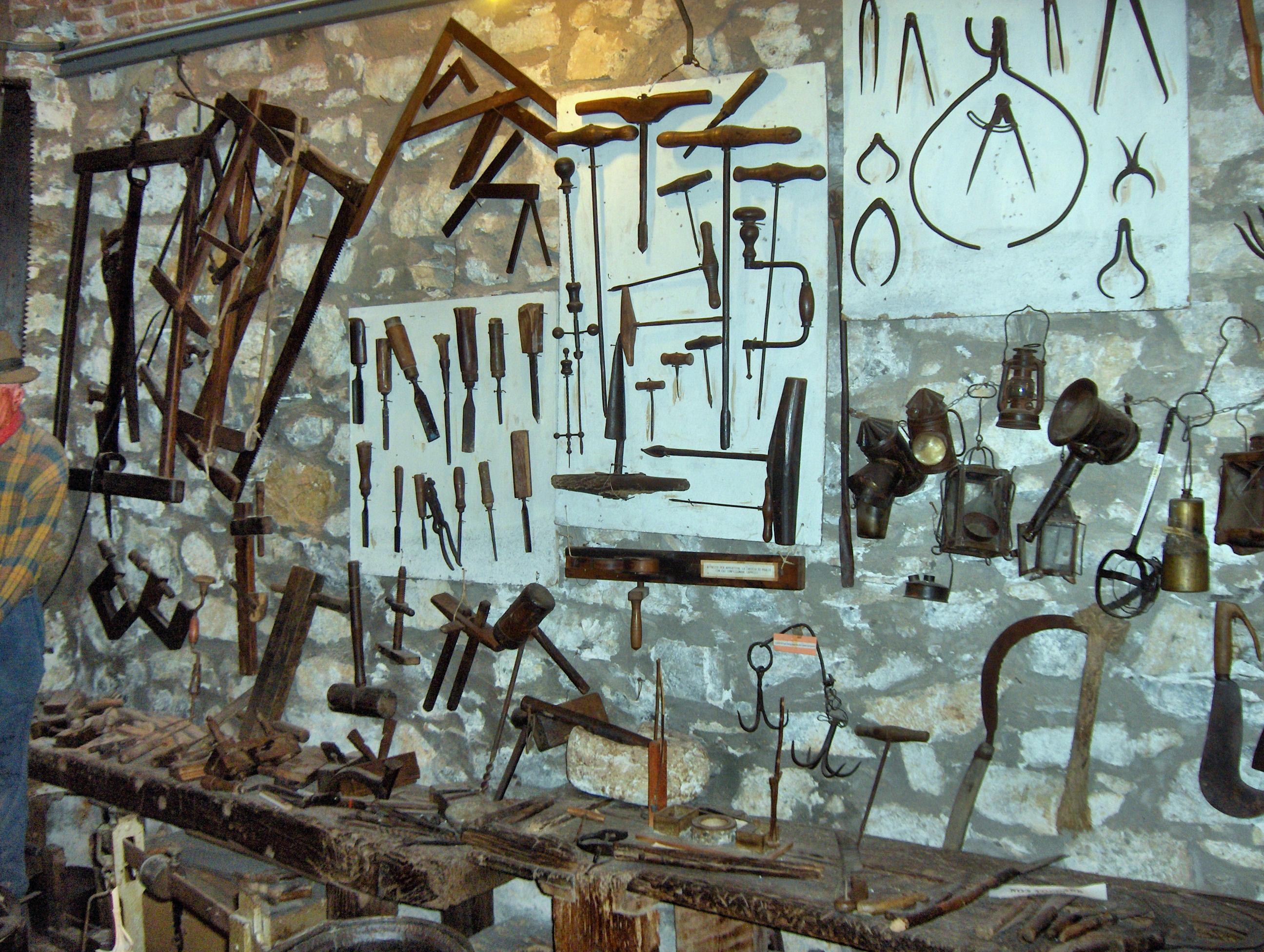
Eines tradicionals d'un fuster. Museu Etnogràfic de la Ligúria occidental, a Cervo (Itàlia).

El treball de la fusta concerneix totes les accions i transformacions des de l'arbre viu fins a les peces de fusta acabades. Els objectes de fusta acabats tenen una vida útil molt llarga si han estat construïts, tractats, usats i mantinguts de manera apropiada.

## Oficis
Hi ha moltes professions relacionades amb el treball de la fusta, que han canviat amb l'evolució de la tecnologia. Els diversos artesans implicats podrien classificar-se com a generalistes o especialistes. Poden llegir-se a continuació uns quants oficis basats en treballs de la fusta.

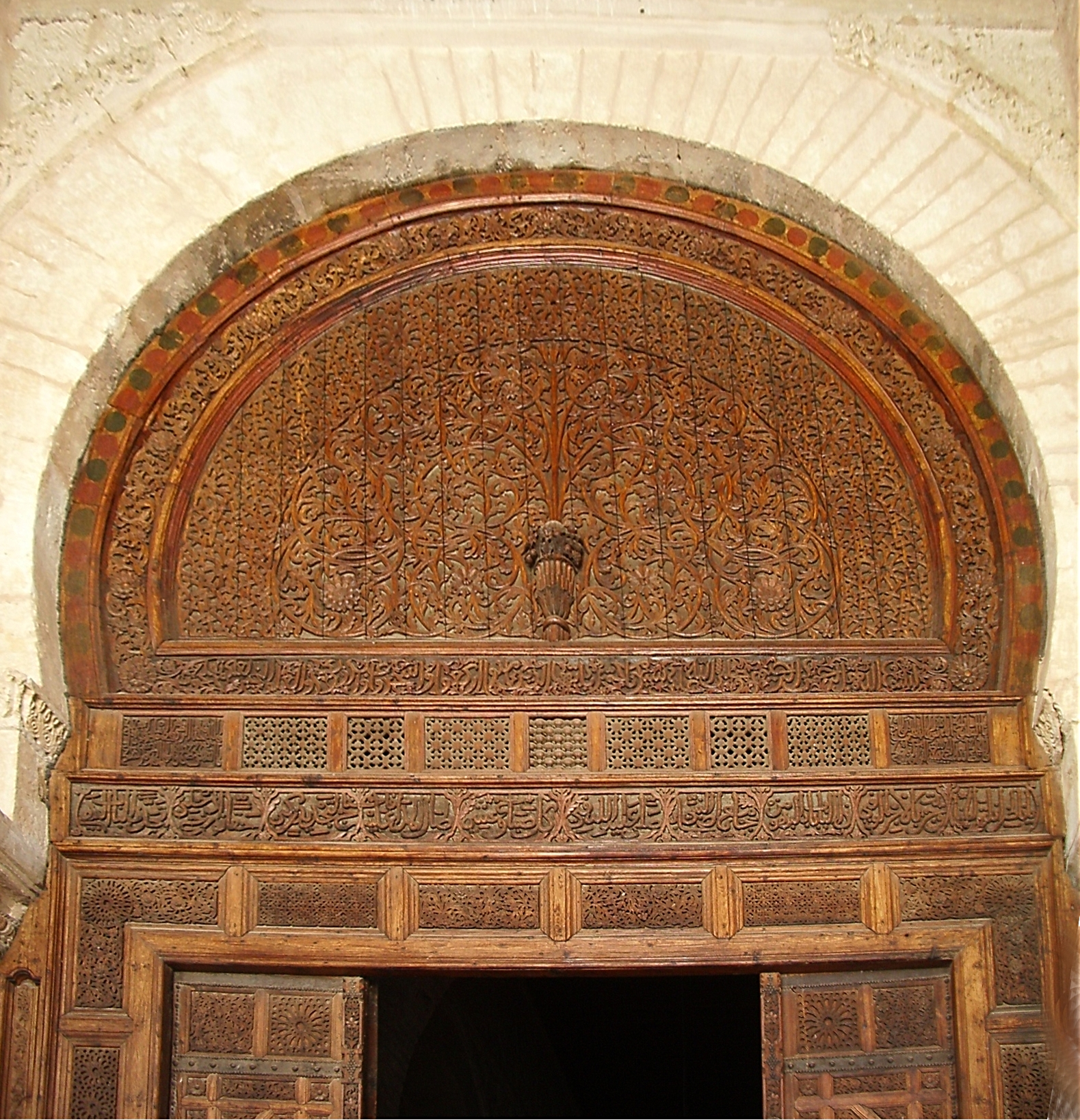
Porta de fusta tallada de la Gran Mesquita de Kairuan

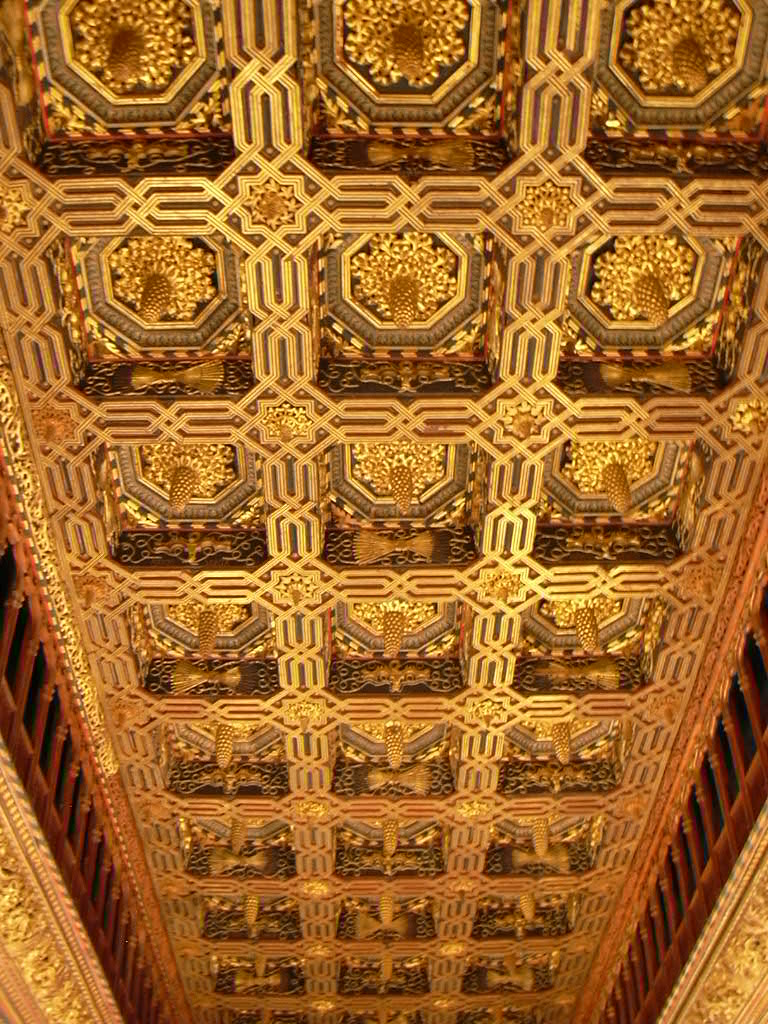
Enteixinat a La Aljafería de Saragossa

- Llenyataire[3]
- Picador[4][5]
- Tirador[6]
- Raier[7]
- Serrador[8]
  - Serrador de fil[9][10]
- Mestre d'aixa[11]
- Fuster[12]
- Ebenista[13]
- Boter[14]
- Carreter (constructor de carros)[15]
- Carrosser[16]
- Ballester (constructor)[17]
- Encepador[18]
- Llauder.[19]
- Violer[20]
- Guitarrer[21]
- Tallista[22]
  - Tallista de xilografia[23]
- Torner de fusta
- Forquer (de forques de lledoner)[24]

## Fusters i fusteria

### Eines
Els diferents treballs d'un fuster sovint es relacionen amb el banc de fuster. El banc permet de subjectar amb fermesa taulons, llistons i peces semielaborades. I treballar a una alçària adequada.
- Martell
- Filaberquí i broques per a fusta
- Gúbia i enformador
- Garlopa, ribot i boet
- Centenella
- Paper de vidre
- Regle i escaire
- Serres
- Aixa
- Premsa de cargol
- Serjant
- Tribanella

### Màquines
- Polidora
- Serra de vogir o de marqueteria
- Serra circular
- Serra radial
- Serra de cinta
- Motoserra
- Ribot elèctric
- Rebaixadora
- Cantellejadora
- tupí
- espigadora
- escairadora
- Trepant
- Torn

### Operacions principals en la fusteria

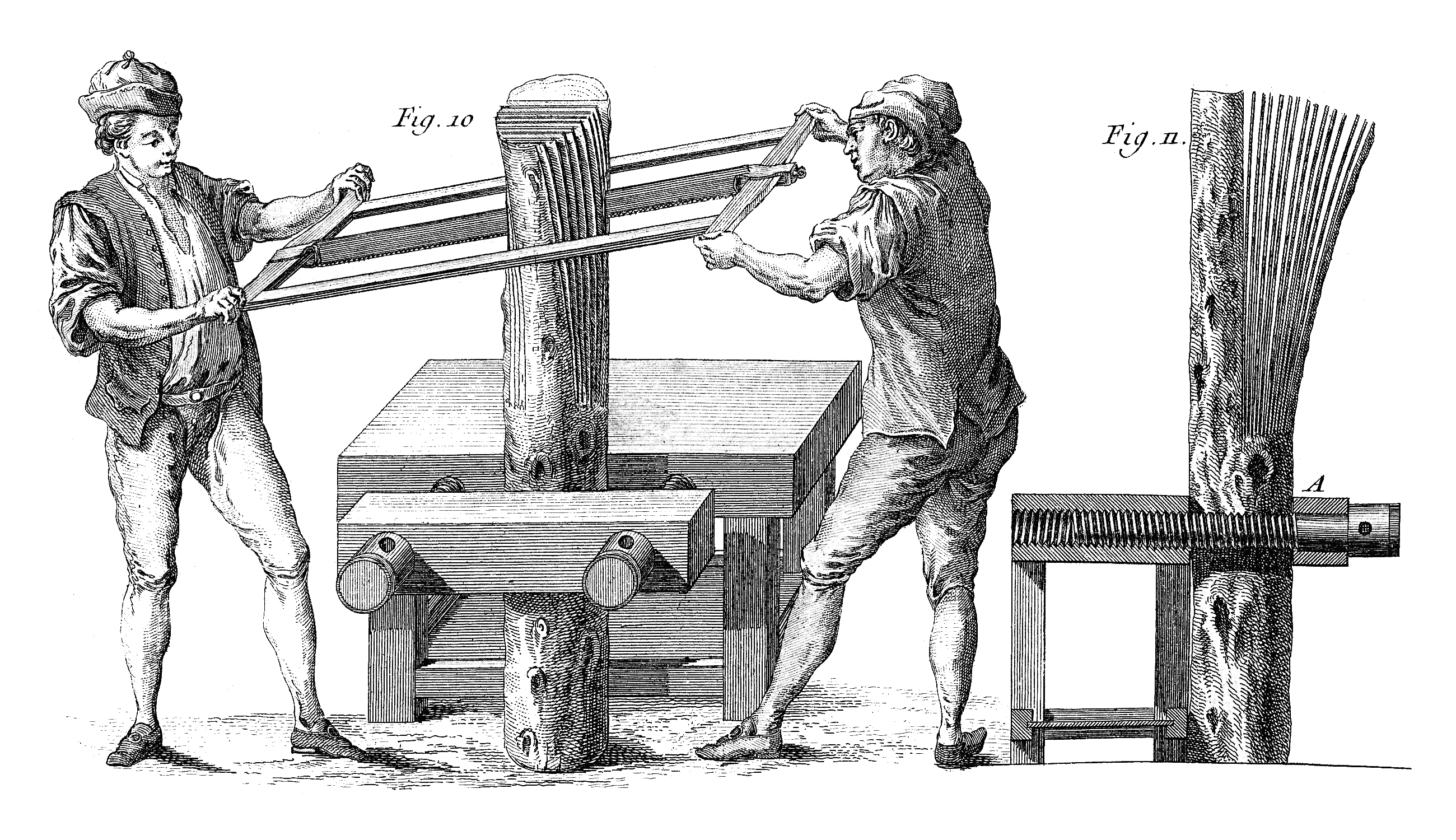
Dos serradors de fil serrant xapes primes amb una serra de llargs.

La serra de llargs té la fulla en posició central, disposada simètricament en el bastidor. En èpoques en que no hi havia màquines, l'empraven els serradors de fil per a treballs fins. Tallant planxes primes al llarg del tronc. Bàsicament és igual que la serra de trepar de bastidor
- Clavar claus.[32]
- Encaixar[33][34]
- Encolar
- Engalzar
- Envernissar
- Escairar (cabirons o panells)
- Regruixar
- Fer motllures
- Foradar
- Llimar
- Polir
- Serrar
- Ribotar[35]

### Operacions sobre l'arbre viu
Algunes operacions sobre l'arbre viu estan destinades a preparar la futura fusta com a material en brut. Bàsicament consisteixen en esporgar les branques laterals i, a vegades, consolidar o adreçar el tronc.
En altres casos les actuacions cerquen conformar la fusta verda en funció del resultat final desitjat. Un exemple típic és el bambú (que no és una fusta veritable) quadrat, que s'obté emmotllant la tija viva. Un altre cas és la conformació de les branques de lledoner per a fer-ne forques.

## Fusta natural
Per fusta natural s'entén la que prové de l'arbre després d'un procés d'assecatge, en forma de peces comercials. Segons les dimensions les peces s'anomenen amb diversos termes tradicionals: bigues, cabirons o cairats, taulons, quadrons, llates, posts, llistons...
A partir del tronc d'un arbre hi ha diverses mètodes per a serrar-lo. Cada sistema té avantatges i inconvenients pel que fa a l'aprofitament de la secció (la secció és circular i les peces de fusta són rectangulars: hi ha pèrdua de material al tallar) i a les propietats de les peces obtingudes (les peces tallades en sentit radial es deformen menys).
Una altra forma típica de presentació de la fusta és la fullola que es comercialitza en gruixos de l'ordre de poques dècimes de mil·límetre fins a 5 mm. La fullola pot ser serrada d'un tronc (tallant-lo en diagonal o seguint una corda geomètrica de la secció: la fullola de ganiveta) o desenrotllada a partir d'un tronc vaporitzat i tornejat (tallant un petit gruix en espiral al llarg del perímetre: la fullola desenrotllada).

### Fustes concretes
El nombre de fustes aprofitables és molt gran. Les propietats, qualitats i defectes, de les fustes no habituals poden consultar-se en catàlegs oficials o presentats per empreses serioses.

### Peces especials
Per a lutiers es comercialitzen peces especials de fustes adequades (generalment fustes precioses o semiprecioses). Aquestes fustes poden tenir molts anys d'assecatge particularment acurat i d'emmagatzematge.

## Propietats de la fusta
Les propietats depenen de l'espècie i de la manera que va créixer. També es van desenvolupar tècniques per a millorar certes propietats com ara la durabilitat o la resistència a l'aigua de fustes que no les tenen a l'estat natural.
- Densitat - És la relació entre la massa i el volum dels cossos. Les fustes solen tenir una densitat inferior a l'aigua, i és per això que suren. Algunes fustes d'origen tropical de gran duresa tenen densitats superiors a la de l'aigua
- Duresa - És l'oposició que presenta un material a ser ratllat o penetrat per un altre que és més dur. Es sol certificar la duresa amb la prova de la duresa de Janka.
- Conductivitat tèrmica i elèctrica - La fusta condueix malament la calor i l'electricitat raó per la qual resulta un excel·lent aïllant. Per això s'empra en mànecs d'eines i en el revestiment de parets i sòls.
- Resistència a esforços - La fusta no és un material isòtrop. Aguanta molt bé els esforços que segueixen la direcció paral·lela a les fibres, però no els que es fan en sentit perpendicular a elles. De fet són ideals per aguantar esforços a flexió, semblants a les que sofreix un arbre per acció del vent.
- Elasticitat: la capacitat de tornar a la forma orignal després de patir una deformació. El mòdul d'elasticitat és una propietat que cal conèixer en la majoria de càlculs de resistència.
- Durabilitat - Hi ha fustes molt duradores i resistents als paràsits i als fongs, com la noguera, i altres que no ho són tant, com el pi.
- Deformació per fluència lenta. La fusta és un material que continua deformant-se quan està sotmesa a una certa tensió.[47][48] Si hom aplica una càrrega al mig d'una biga que simplement reposa entre dos suports pels extrems, aquesta es deformarà (proporcionalment a la càrrega aplicada) de forma instantània, el que provoca una certa inflexió. La deformació és sensiblement la mateixa al cap de un cert temps. La corba de la biga va augmentant amb el temps amb una velocitat de deformació molt lenta. Al cap dels anys es pot estabilitzar i esdevenir virtualment nul·la. En casos extrems la deformació pot continuar fins que la viga s'arribi a trencar.

En la major part de casos la fluència lenta no suposa cap problema. Alguns instruments de corda presenten fluència lenta. Les cordes en tensió deformen la taula harmònica. Una bona pràctica és destensar les cordes quan no cal fer música amb l'instrument. Un cas semblant passa amb els arcs de fusta. Es guarden desencordats i s'encorden tot just abans de d'utilitzar-les

### Detalls de les propietats tecnològiques
El dimensionat de les peces de fusta es determinava tradicionalment de forma empírica, sense cap càlcul. A mesura que la ciència dels materials (Elasticitat i resistència de materials) va progressar, les dimensions de les peces de fusta estructurals es pogueren determinar per càlcul, aprofitant les dades prèvies de fustes diverses, obtingudes en proves de laboratori.
Una de les propietats més importants és la densitat. En general, com més densa és una fusta més resistència té.
| Material                                                                                             | GPa     |
| --- | ------- |
| Polipropilè                                                                                          | 1,5-2   |
| Niló                                                                                                 | 2–4     |
| Tauler DM, derivat de la fusta                                                                       | 4       |
| Fusta de pi (al llarg del gra)                                                                       | 9       |
| Fusta de roure (al llarg del gra)                                                                    | 11      |
| Magnesi (Mg)                                                                                         | 45      |
| Alumini                                                                                              | 69      |
| Plàstic reforçat amb fibra de vidre (70/30 per pes de fibra/xarxa, unidireccional, al llarg del gra) | 40–45   |
| Plàstic reforçat amb fibra de carboni (70/30 fibra/xarxa, unidireccional, al llarg del gra)          | 181     |
| Ferro forjat                                                                                         | 190–210 |
| Acer (ASTM-A36)                                                                                      | 200     |

#### Rigidesa relativa a laflexió

Exemple de flexió mecànica: la biga de dalt es troba en estat de repòs, en la figura de sota aquest element és sotmès a una força, l'element en conseqüència es doblega en el mateix sentit de la força.

A partir de la densitat d i del mòdul d'elasticitat E és possible calcular la rigidesa relativa de diversos materials, que es pot escriure R = E/d³.
| Material | Densitat | Mòdul d'elasticitat (kg/mm²) | Rigidesa relativa |
| -------- | -------- | ---------------------------- | ----------------- |
| Fusta    | 0,55     | 950                          | 5.700             |
| PRFV     | 1,5      | 950                          | 280               |
| Alumini  | 2,7      | 7.100                        | 360               |
| Acer     | 7,8      | 21.000                       | 44                |

Les xifres demostren una de les grans qualitats de la fusta com a element estructural: una rigidesa relativa molt elevada, comparada amb altres materials usats habitualment.

## Treballabilitat i altres característiques
Des del punt de vista de l'artesà, a més de les propietats tecnològiques, hi ha una sèrie de característiques que determinen els usos possibles d'una fusta determinada. Moltes obres generals i cases comercials ofereixen una avaluació de les propietats esmentades.
- Gra o fibra
- Anells de creixement
- Color de l'albeca
- Color del duramen
- Retracció i alabeig
- Tendència a les clivelles
- Durabilitat
- Densitat
- Duresa
- Facilitat de serrat
- Facilitat de clavar i retenir claus
- Facilitat de cargolar i retenir visos
- Facilitat de ribotatge
- Facilitat de talla (amb enformadors, gúbies…)
- Facilitat de ser treballada a màquina (incloent el desgast de les eines)
- Facilitat i aspecte de la fusta a ser polida
- Facilitat de ser encolada
- Facilitat de ser envernissada i pintada

## Casos particulars
Una manera accessible d'aproximar-se als diversos treballs sobre fusta és analitzar el procés constructiu d'una peça concreta acabada.
|  | Els bucs dels vaixells púnics es construïen amb el sistema anomenat “folre primer”. Els reforços interns s'afegien posteriorment. El folre estava format per peces prismàtiques gruixudes unides per una doble caixa (una caixa a cadascun dels taulons a unir) i una metxa. Cada metxa s'assegurava per dues clavilles. Els romans els anomenaven “coagmenta punicana”, encadellats fenicis. |

|  | Un carro de guerra egipci consistia, bàsicament, en peces de fusta treballades i unides. Cada roda constava de sis radis. Cada radi estava format per dues peces en forma de V, unides pels costats respectius. Això implicava doblegar prèviament cada peça i encolar els costats de cada radi. |

|  | Caracteritzades per una estructura de barres de fusta de faig corbades al vapor. Lleugeres i resistents, i dissenyades amb formes elegants, foren un exemple afortunat del disseny i la fabricació industrial des de 1859. |

|  | Una tècnica ornamental en objectes de fusta és la talla de figures o motius geomètrics. La figura mostra el detall d'una porta de Zanzíbar. |

|  | Un dels acoblaments possibles entre dues peces de fusta de secció rectangular que cal unir en angle recte s'anomena “de cua d'oronella”. Es tracta d'un tancament de forma (la forma relativa mascle-femella de les peces acoblades impedeix el moviment angular de les mateixes). Només es pot muntar i desmuntar en una direcció. |

|  | Els gaiatos rústics més senzills, de pastor o de pagès, consten d'una peça única de fusta amb el mànec corbat. La seva construcció, aparentment senzilla, comporta detalls tecnològics interessants. Primerament cal seleccionar una branca relativament recta de diàmetre adequat. La fusta pot ser de corrinyoler o de qualsevol arbust amb nervi. Un cop tallada (amb excés de llargària) i neta (amb escorça o sense) cal adreçar-la al foc i immobilitzar la peça. La corba de l'empunyadura es conforma amb la calor del foc i es subjecta per a mantenir la forma. Un cop seca la peça es pot alliberar i acabar. El cap inferior es pot tallar a gust de l'usuari. |

|  | El violí de la figura fou construït per Andrea Amati l'any 1558. Els violers treballen de forma precisa diverses fustes precioses. La taula harmònica prové d'arbres centenaris i està formada per dues meitats aparionades tallades radialment del tronc de l'arbre. Un cop afaiçonada s'encola per testa a les riscles. El batedor és de banús. L'arquet de fusta de pernambuco. Altres instruments musicals, formats per una munió de peces de fusta, comporten tècniques similars de treball. |

|  | Per a conformar la taula harmònica de violins i similars (de formes corbades i gruixos variables) els luthiers empren una ribots minúsculs anomenats ribots de dit. Vegeu l'escala de la figura. |

| Un pont de fusta sobre el riu Albion, prop de la ciutat del mateix nom, a Califòrnia Edifici de pisos a Jyväskylä a Finlàndia (2015) | Durant segles, l'entramat de fusta va ser la base de moltes edificis. Es va abandonar per raons de seguredad. Als Estats Units, l'escassetat de ferro i formigó va determinar l'aprofitament de bigues de fusta reciclades. Durant tot el segle xix foren construïts molts ponts de fusta espectaculars, anomenats ponts de cavallet. Capaços de suportar pesants ferrocarrils i travessar amplàries molt grans. Des de principi del segle xxi, el desenvolupament de la fusta laminada i encreuada i la fusta laminada encolada junts amb la sensibilitat ecològica, va tornar a popularitzar la fusta com a element estructural en la construcció, desdenyada en favor de l'acer i del formigó. |

## Tractats

Historia plantarum, 1549.

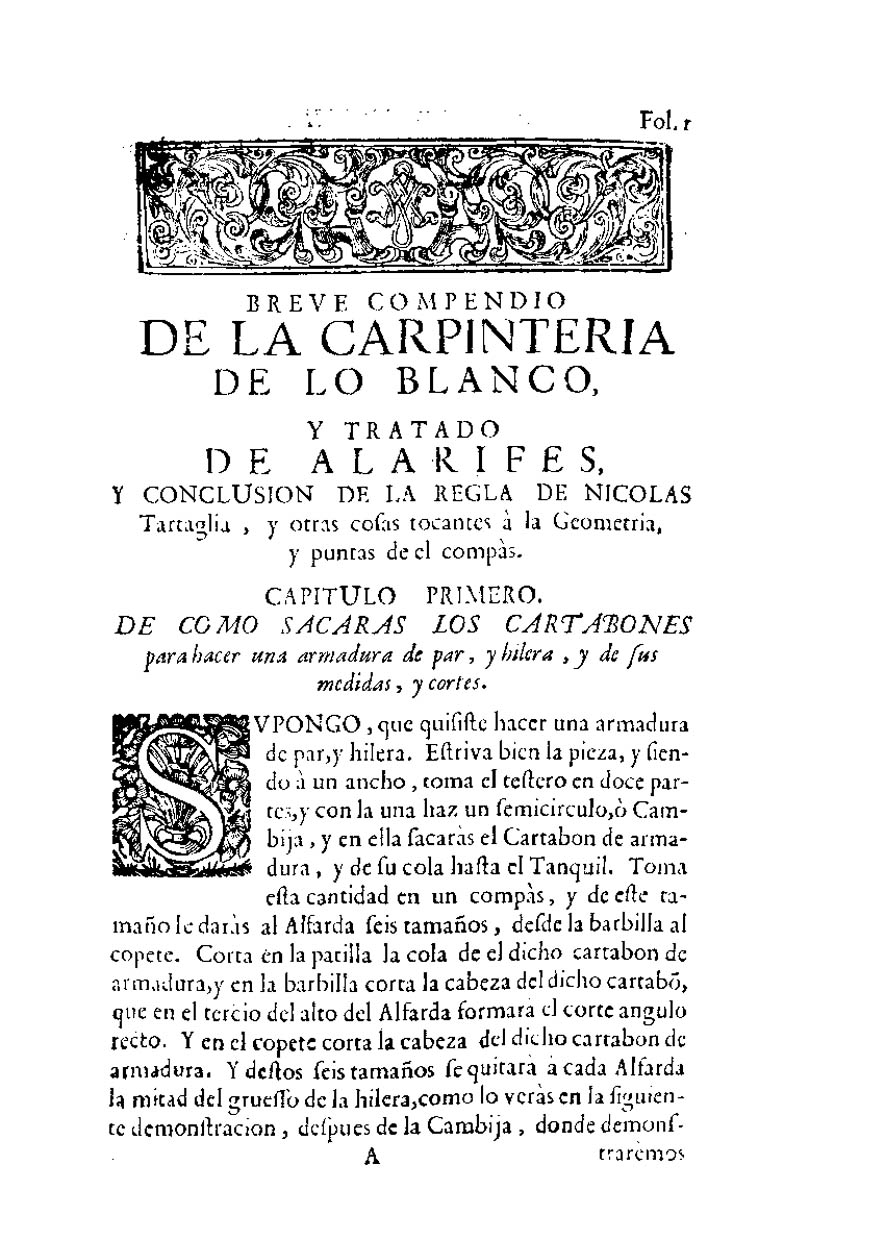
Breve compendio de la carpinteria de lo blanco y tratado de alarifes, 1727

Com en altres oficis tradicionals l'aprenentatge es basava en l'observació dels mestres. Les obres clàssiques sobre fusteria no són gaire nombroses. A partir del segle XIX hi ha una munió de tractats sobre els treballs de la fusta més o menys especialitzats. Una mostra cronològica a continuació.
- Teofrast.
  - Els rems se solien fabricar de fusta d'avet blanc (Abies alba). Però no pas de qualsevol manera. Teofrast[79] escrigué la manera correcta d'obtenir rems resistents. En traducció lliure: "És millor fabricar-los a partir d'un avet jove. La fusta d'avet s'assembla a una ceba, amb diverses capes ben marcades. Un remolar hàbil sap conformar un rem sense tallar aquestes capes. Polint la fusta sense interrompre la capa exterior. Així el rem serà més resistent. Per contra, un artesà maldestre deixarà el rem amb les capes tallades que seran punts febles per on es podrà trencar amb facilitat". La fusta d'avet blanc s'emprava també per a fer trirrems i els pals corresponents, i era objecte d'un comerç molt important. En èpoques d'alta demanda i escassetat el seu preu era molt elevat.
  - Història natural (continuació d'Aristòtil) en què destaca l'obra sobre botànica: περὶ φυτῶν ἱστορία (De historia plantarum) en deu llibres i Περὶ φυτικῶν αἰτιῶν ("Perí phitikon aítion", De causis plantarum Sobre les causes de les plantes)

- 1633. Breve compendio de la carpinteria de lo blanco, y tratado de alarifes.[80]

- 1729. Traité de la coupe des bois pour le revêtement des voutes, arrieres-voussures, trompes, rampes et tours rondes.[81]

- 1828. Elementary Principles of Carpentry.[82]

- 1833. Manuel du charron et du carrossier ou L'art de fabriquer toutes sortes de voitures... avec un vocabulaire explicatif des termes techniques: Art du charrossier.[83]

- 1834. Manual de geometría popular aplicada a la carpintería, ebanistería, albañilería, cantería, cerrajería y otras artes de construcción.[84]

- 1842. Nouveau manuel complet du charpentier ou Traité simplifié de cet art.[85]

- 1852. "Ebanistería".[86]

- 1854. Manual del Carpintero de muebles y edificios seguida del arte del ebanista.[87]

- 1857. Nuevo tratado de carpintería ó Vignola para el uso de los carpinteros y de todos los constructores.[88]

- 1858. Manual del carpintero de muebles y edificios ...[89]

- 1862. Description des machines-outils propres à travailler le bois et d'outils à la main destinés au même usage.[90]

- 1873. On the arrangement, care, and operation of wood-working factories and machinery.[91]

- 1877. Diccionario general de arquitectura e ingenieria.[92]

- 1879. Trattato su le costruzioni in legno.[93]

- 1879. The New Carpenter's and Builder's Assistant, and Wood Worker's Guide.[94]

- 1880. Woodworking Machinery: Its Rise, Progress and Construction, Etc.[95]

- 1897. The Carpenter's Manual: A Practical Guide to the Various Operations of the Trade, ...[96]

- 2007. The Woodworker's Bible: A Complete Guide to Woodworking.[97]

- 2007. Roman Woodworking.[98]

- 2014. Manual of Purpose-Made Woodworking Joinery.[99]

- 2020. Woodwork: The Complete Step-by-step Manual.[100]

- 2023. Wood and Wood Joints: Building Traditions of Europe, Japan and China.[101]